# Harry Lloyd
Harry Charles S. Lloyd (Londra, 17 novembre 1983) è un attore britannico, noto per aver interpretato Will Scarlet nella serie televisiva Robin Hood e Viserys Targaryen in Il Trono di Spade.

## Biografia
Nasce a Londra nel 1983, secondo dei tre figli di Jonathan Lloyd, capo di un'agenzia letteraria, e sua moglie Marion Dickens, editrice di libri per bambini. È il quadrisnipote dello scrittore vittoriano Charles Dickens, cugino della biografa e scrittrice Lucinda Hawksley e dell'attore Gerald Dickens.
Frequenta l'Eton College e debutta nel 1999, a sedici anni, nell'adattamento televisivo della BBC di David Copperfield. Continua i suoi studi alla Christ Church di Oxford e si unisce alla Oxford University Dramatic Society apparendo in alcuni spettacoli come Kiss of the Spider Woman e La commedia degli errori di Shakespeare. Lascia Oxford nel 2005 conseguendo una laurea magistrale.

## Carriera
Nel 2002, viene scritturato per interpretare il giovane Rivers nel film per la televisione Goodbye, Mr. Chips. Agli inizi del 2007, Harry Lloyd debutta professionalmente su un palco, ai Trafalgar Studios, in A Gaggle of Saints, per il quale ha ricevuto critiche positive.
Interpreta Jeremy Baines, uno studente la cui mente viene controllata dagli alieni, in due episodi di Doctor Who. Tra il 2006 e il 2007, recita nel ruolo di Will Scarlett nelle prime due stagioni della serie televisiva Robin Hood, mentre continua a recitare in teatro e in alcune serie televisive.
Nel 2011, appare nella serie Il Trono di Spade, dove veste i panni di Viserys Targaryen, in Jane Eyre, in The Iron Lady, con Meryl Streep e nella miniserie televisiva Grandi speranze. Ad agosto viene annunciata la sua partecipazione al film Closer To The Moon, nel ruolo del protagonista.
Nel 2012 partecipa alla mini serie The Hollow Crown nella parte di Mortimer, nello stesso anno è Matty Beckett in The Fear che gli farà guadagnare una nomination come miglior attore non protagonista ai BAFTA. Nel 2013 appare nel corto Desire, realizzato dal suo amico e collega Leon Ockenden. 
Nel 2014 è la volta di Posh, La teoria del tutto e Big Significant Things. In quest'ultimo, oltre che come attore, appare come produttore esecutivo. Insieme al regista, apre una campagna Kikstarter per finanziare e terminare il film. Nello stesso anno parte per l'America, destinazione New Mexico per girare la prima stagione di Manhattan, serie tv dedicata alla costruzione della prima bomba atomica. 
Sempre nel 2014 è autore e produttore di Memorie dal sottosuolo, una rivisitazione teatrale dell'omonimo libro di Dostoevskij. Ad aiutarlo in questo progetto c'è Gerald Garutti, noto produttore teatrale francese con il quale aveva già portato in scena nel 2011 Les Liaison Dangereuse, interpretando Danceny.
Nell'agosto del 2014 approda ufficialmente su Twitter, e a settembre dello stesso anno annuncia un progetto riguardante il social. Nel 2015 ha una piccola parte in Wolf Hall come Harry Percy, poi in The Show come Geoffrey ed infine il primo aprile del 2015 in Supreme Tweeter; la sua prima web-serie. Supreme Tweeter vuole essere una parodia di se stesso e la fama vista dal mondo dei social. 
Nell'agosto dello stesso anno parte per Praga, interpreta Adolf Opalca nel film Anthropoid insieme a Jaime Dornan e Cillian Murphy, mentre in autunno è la volta della serie tv Marcella per il canale ITV. Il 2016 è il ritorno a teatro, è in Good Canary, per la regia di John Malkovich nel ruolo del protagonista. Il 2017 si apre con Counterpart con JK Simmons, nella parte di Peter Quayle; è una serie drammatica, fantascientifica e thriller che è già stata rinnovata per una seconda stagione, mentre in estate sono previste le riprese per il seguito di Marcella. In post-produzione il film The Wife, con Glenn Close e Jonathan Pryce, tratto dal libro di Meg Wolitzer. Nel 2021 partecipa al doppiaggio della serie animata Arcane.

## Teatro
- A Gaggle of Saints (2007) - Trafalgar Studios
- Ghosts, di Rebecca Lenkiewicz, regia di Bijan Sheibani (2009) - Acola Theatre[13]
- The Little Dog Laughed (2010) - Garrick Theatre[14]
- Les Liaison Dangereuse, regia di Gerald Garutti (2011)
- Notes from Underground (2014) - Print Room

- Good Canary, regia di John Malkovich (2016) - Rose Theatre Kingstone

## Filmografia

### Attore

#### Cinema
- Oscar & Jim, regia di Iain Weatherby - cortometraggio (2009)
- Jane Eyre, regia di Cary Fukunaga (2011)
- The Iron Lady, regia di Phyllida Lloyd (2011)
- The Half-Light, regia di Prasanna Puwanarajah - cortometraggio (2011)
- Closer to the Moon, regia di Nae Caranfil (2013)
- Desire, regia di Leon Ockenden - cortometraggio (2013)
- Big Significant Things, regia di Bryan Reisberg - cortometraggio (2014)
- La teoria del tutto (The Theory of Everything), regia di James Marsh (2014)
- Anthropoid, regia di Sean Ellis (2016])
- The Wife - Vivere nell'ombra (The Wife), regia di Björn Runge (2017)
- Philophobia, regia di Guy Davies (2018)
- The Lost King, regia di Stephen Frears (2022)

#### Televisione
- David Copperfield, regia di Simon Curtis – film TV (1999)
- Goodbye, Mr. Chips, regia di Stuart Orme – film TV (2002)
- M.I.T.: Murder Investigation Team – serie TV, episodio 2x01 (2005)
- The Bill – serie TV, episodio 21x104 (2005)
- Holby City – serie TV, episodio 8x18 (2006)
- Vital Signs – serie TV, 5 episodi (2006)
- Genie in the House – serie TV, episodio 1x05 (2006)
- Doctor Who – serie TV, episodi 3x08-3x09 (2007)
- Robin Hood – serie TV, 26 episodi (2006-2007)
- Heroes and Villains – documentario TV, episodio 1x05 (2008)
- The Devil's Whore, regia di Marc Munden – miniserie TV, puntata 1 (2008)
- Lewis – serie TV, episodio 3x04 (2009)
- Taking the Flak – serie TV, 5 episodi (2009)
- Il Trono di Spade (Game of Thrones) – serie TV, 5 episodi (2011)
- Grandi speranze (Great Expectations), regia di Ryan Kirk – miniserie TV, 2 puntate (2011)
- Manhattan – serie TV, 23 episodi (2014-2015)
- Marcella – serie TV, 8 episodi (2016-2017)
- Counterpart – serie TV, 20 episodi (2017-2018)
- Legion – serie TV, 3 episodi (2019) - Charles Xavier
- Brave New World – serie TV, 9 episodi (2020)
- Prime Target, regia di Brady Hood – miniserie TV (2025)

### Doppiatore
- Xenoblade Chronicles 3 – videogioco (2022)
- Arcane - serie TV (2021)
- Final Fantasy XVI – videogioco (2023)
- Halo – serie TV, episodio 2x08 (2024)

## Premi e candidature
- 2011 - Scream Award
  - Nomination Best Ensemble (Il Trono di Spade) - condiviso con il resto del cast[15]

## Doppiatori italiani
Nelle versioni in italiano delle opere in cui ha recitato, Harry Lloyd è stato doppiato da:
- David Chevalier in Robin Hood, Il Trono di Spade, The Iron Lady, La teoria del tutto, Manhattan, Marcella, Brave New World
- Massimo Triggiani in Legion, Prime Target
- Gianfranco Miranda in Jane Eyre
- Francesco Pezzulli in Grandi speranze
- Stefano Sperduti in The Wife - Vivere nell'ombra
- Davide Perino in The Lost King

Da doppiatore è stato sostituito da:
- Paolo De Santis in Final Fantasy XVI
- Emiliano Coltorti in Arcane